# Zöllnitz (Seelitz)
Zöllnitz ist ein Ortsteil der Gemeinde Seelitz im sächsischen Landkreis Mittelsachsen. Der Ort wurde am 1. April 1935 nach Seebitzschen eingemeindet, mit dem er am 1. Juli 1950 zu Steudten und am 1. Januar 1994 zur Großgemeinde Seelitz kam.

## Geografie

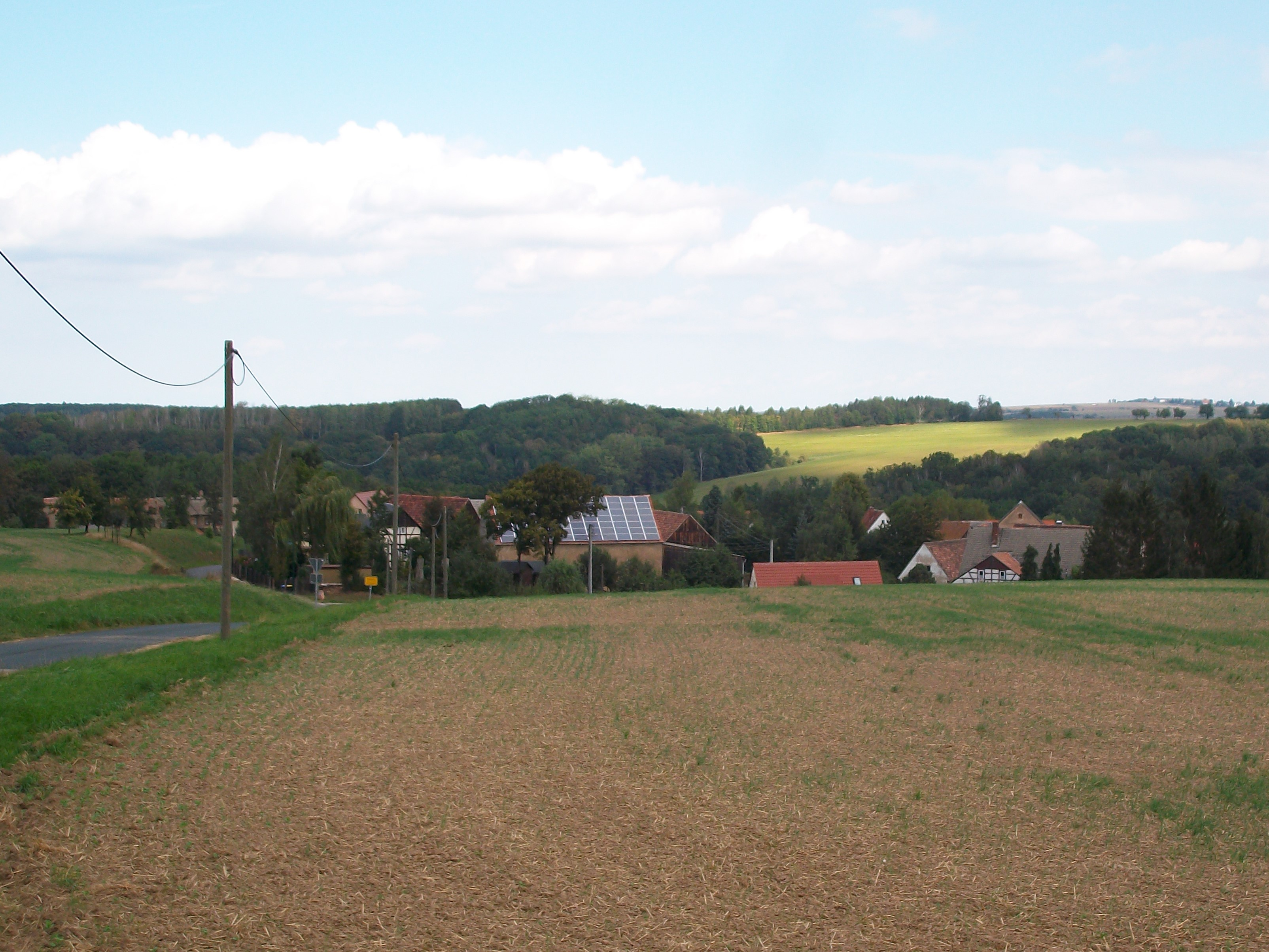
Blick auf Zöllnitz

### Geografische Lage und Verkehr
Zöllnitz liegt im Südwesten der Großgemeinde Seelitz nordöstlich der Bundesstraße 107. Durch Zöllnitz verläuft die Via Porphyria.

### Nachbarorte
| Biesern  | Seelitz                                     |        |
| Steudten | Kompassrose, die auf Nachbargemeinden zeigt | Kolkau |
|          | Seebitzschen                                |        |

## Geschichte

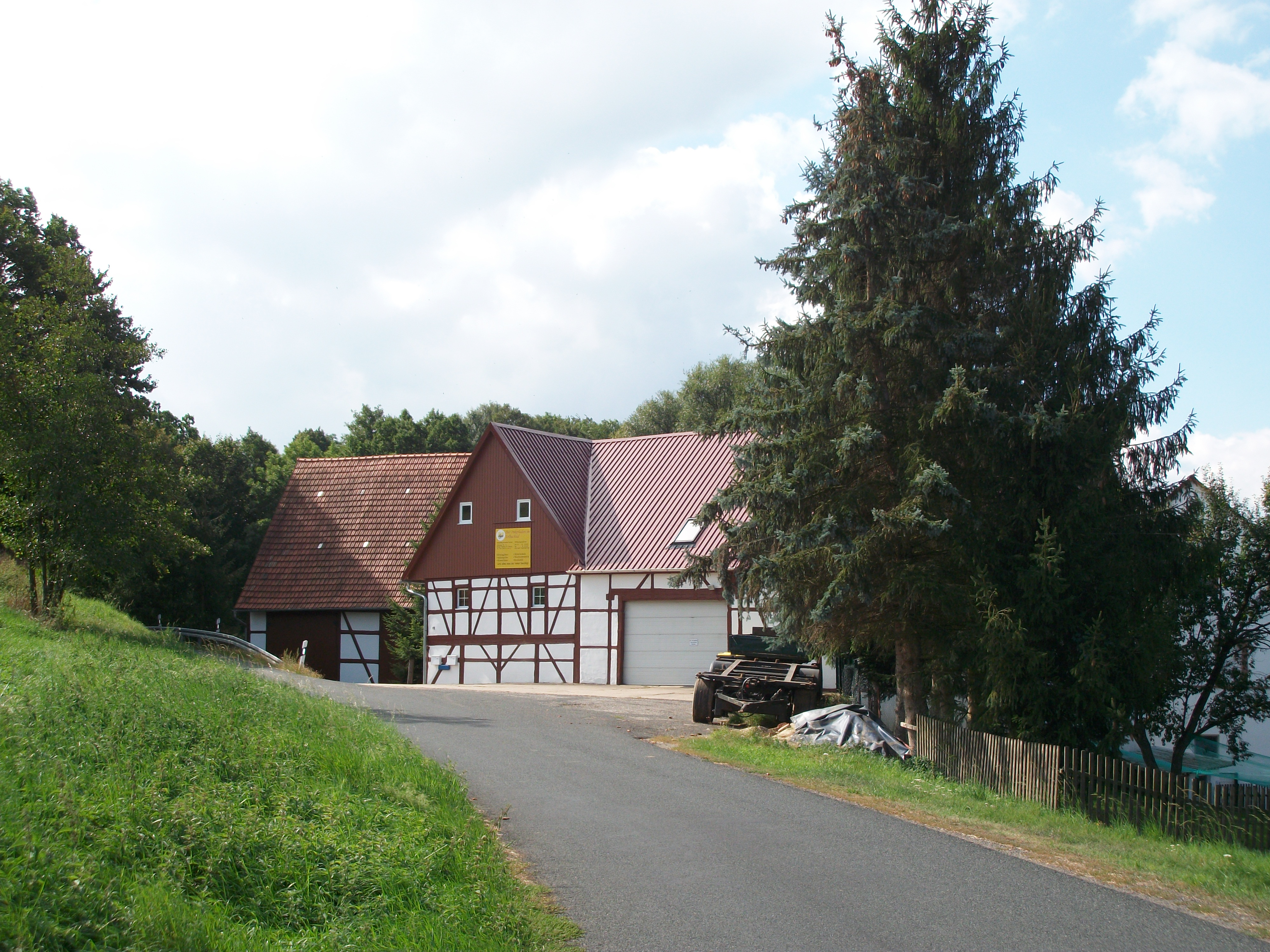
Mühle in Zöllnitz

Zöllnitz wurde im Jahr 1350 unter dem Namen „Zculnicz“ erwähnt. Bezüglich der Grundherrschaft gehörte Zöllnitz um 1548 der Pfarre Rochlitz, von 1764 bis 1856 als Amtsdorf zum kursächsischen bzw. königlich-sächsischen Amt Rochlitz. Kirchlich ist der Ort seit jeher nach Seelitz gepfarrt. Bei den im 19. Jahrhundert im Königreich Sachsen durchgeführten Verwaltungsreformen wurden die Ämter aufgelöst. Dadurch kam Zöllnitz im Jahr 1856 unter die Verwaltung des Gerichtsamts Rochlitz und 1875 an die neu gegründete Amtshauptmannschaft Rochlitz.
Am 1. April 1935 wurde Zöllnitz in den südlichen Nachbarort Seebitzschen eingemeindet, mit dem der Ort am 1. Juli 1950 zur Gemeinde Steudten kam. Durch die zweite Kreisreform in der DDR im Jahr 1952 wurde Zöllnitz als Ortsteil der Gemeinde Steudten dem Kreis Rochlitz im Bezirk Chemnitz (1953 in Bezirk Karl-Marx-Stadt umbenannt) angegliedert, der ab 1990 als sächsischer Landkreis Rochlitz fortgeführt wurde und 1994 im neu gebildeten Landkreis Mittweida und 2008 im Landkreis Mittelsachsen aufging. Durch die Eingemeindung der Gemeinde Steudten nach Seelitz ist Zöllnitz seit dem 1. Januar 1994 ein Ortsteil der Großgemeinde Seelitz.

## Kulturdenkmale
Für die Kulturdenkmale des Ortes siehe die Liste der Kulturdenkmale in Zöllnitz.